# Campyloneurus punctativentris
Campyloneurus punctativentris är en stekelart som beskrevs av Günther Enderlein 1920. Campyloneurus punctativentris ingår i släktet Campyloneurus och familjen bracksteklar. Inga underarter finns listade.